# Patricia Talamás Rohana
Patricia Talamás Rohana (Chihuahua, México) es una investigadora mexicana especializada en el estudio de la inmunología y biología celular. Funge como jefa del departamento de Patología Experimental del Centro de Investigación y de Estudios Avanzados (CINVESTAV) del Instituto Politécnico Nacional (IPN). Formó parte del consejo directivo de la Academia Mexicana de Ciencias. Es miembro del Sistema Nacional de Investigadores nivel III.

## Trayectoria académica
Estudió la licenciatura en la Universidad Autónoma de Chihuahua en México en el periodo 1974-1978. Posteriormente se mudó a la Ciudad de México para estudiar la maestría y doctorado en biología celular en el Departamento de Biología Celular del Centro de Investigación y de Estudios Avanzados (CINVESTAV) del Instituto Politécnico Nacional (IPN). Durante su posgrado estudió la interacción de la ameba Entamoeba histolytica con componentes de la matriz extracelular. En 1987, se mudó a Nueva York para realizar una estancia postdoctoral en el equipo del Dr. David Russell en el Centro Médico de la Universidad de Nueva York. Esta estancia tuvo una duración de 2.5 años en la que estudió la interacción entre leishmania y macrófagos. Tras concluir el posdoctorado, en 1990, regresó a la Ciudad de México y se incorporó al CINVESTAV dentro del Departamento de Infectómica y Patogénesis Molecular. En esta misma institución fungió como jefa del Departamento de Patología Experimental.
Durante el periodo 2008-2010 formó parte del Consejo Directivo de la Academia Mexicana de Ciencias (AMC) donde precedía el rol de secretaria.
Forma parte del Sistema Nacional de Investigadores (SNI) nivel III. En 2021 fue miembro de la comisión dictaminadora del SNI fungiendo como presidenta del área de medicina y ciencias de la salud.

## Líneas de investigación
A lo largo de su carrera científica, la cual comprende de cerca de 20 años ha estudiado los aspectos de la biología celular e inmunología de parásitos protozoarios, particularmente en Entamoeba histolytica y Leishmania mexicana. Desde 2009 la mayor parte de sus investigaciones se centran en el estudio del cáncer.

### Entamoeba histolytica
Se enfoca en el estudio de aspectos como transporte vesicular, el rol de EhRab21 y GTPasas Rho y Rab, así como su relevancia en mecanismos patogénicos. De igual forma estudia la biología celular y morfología comparativa entre Entamoeba histolytica y Entamoeba dispar. Su equipo de trabajo ha investigado la participación de receptores de fribronectina, integrina, y cascadas de señalización durante las relaciones huésped-parásito.

### Leishmania mexicana
Su equipo de investigación ha determinado la vía de señalización que participa en la inducción de la COX-2 en macrófagos infectados con este protozoo. Ha trabajado en la clonación y caracterización del gen que codifica a la enzima ciclooxigenasa. De igual forma, logró la caracterización de una molécula tipo NF-kB, anticuerpos monoclonales contra la COX-2 like de Leishmania mexicana, así como la identificación de moléculas ortólogas en otros protozoarios parásitos.

### Cáncer
En 2009 estableció un convenio de colaboración con el Instituto Nacional de Cancerología, particularmente con el grupo de cáncer de ovario. A partir de esto sus investigaciones en este campo se han sido en el estudio de la proteína PHF20L1 y de la fucosiltransferasa 4 en el desarrollo del cáncer de ovario. Además ha analizado la participación de IL-17 en el desarrollo tumoral utilizando un modelo murino de cáncer de ovario. Como opciones de tratamiento a esta enfermedad, se ha enfocado en el desarrollo de una posible vacuna utilizando nanopartículas de carbono conjugadas con proteínas relevantes.
Otra de sus colaboraciones en esta rama es con la sección de Bioelectrónica del Departamento de Ingeniería, donde trabajan con electroquimioterapia como estrategia para el tratamiento del cáncer de mama.

## Premios y reconocimientos
Por su trabajo de investigación ha sido acreedora de distintos premios. 
- 1988: Premio a la Mejor Tesis Doctoral Weizmann-AMC en el campo de ciencias naturales.
- 2017: Erudite Visiting Professor, Mahatma Gandhi University, Kotayam, Kerala, India.

Su trayectoria académica la ha llevado a ser miembro de diversos jurados y comisiones en ciencia y tecnología. Fue jurado en el Premio Lola e Igo Flisser del Programa Universitario de Investigación en Salud en su trigésima edición. Forma parte de la Comisión de Premios de la Academia Mexicana de Ciencias en el periodo 2019-2022.

## Producción científica
A lo largo de su carrera ha asesorado a más de 15 estudiantes de maestría y doctorado. Cuenta con más de 100 artículos científicos publicados en revistas internacionales, los cuales han sido citados más de 2500 veces y 7 artículos de divulgación científica. Ha colaborado como miembro editorial y revisor de distintas revistas científicas internacionales.

### Publicaciones científicas destacadas
De acuerdo con Google Scholar, sus publicaciones académicas más destacadas son:
- Lipophosphoglycan from Leishmania mexicana promastigotes binds to members of the CR3, p150, 95 and LFA-1 family of leukocyte integrins. P Talamas-Rohana, SD Wright, MR Lennartz, DG Russell. The Journal of Immunology 144 (12), 4817-4824.
- Leishmania and the macrophage: a marriage of inconvenience. DG Russell, P Talamas-Rohana. Immunology Today 10 (10), 328-333.
- Interaction between pathogenic amebas and fibronectin: substrate degradation and changes in cytoskeleton organization. P Talamás-Rohana, I Meza. The Journal of cell biology 106 (5), 1787-1794.
- Isolation of a 220-Kilodalton Protein With Lectin Properties From a Virulent Strain of Entamoeba histolytica. JL Rosales-Encina, I Meza, A López-De-León, P Talamás-Rohana, et al. Journal of Infectious Diseases 156 (5), 790-797.
- The cytoskeleton of Entamoeba histolytica: structure, function, and regulation by signaling pathways. I Meza, P Talamás-Rohana, MA Vargas. Archives of medical research 37 (2), 234-243.

### Artículos de divulgación científica
- Talamás Rohana P, Pichardo-Hernández DL, Vera Tizátl CE. 2018. Investigación básica del cáncer de ovario. En: Talamás Rohana P y Gallardo Rincón D. (Editoras) 2018. Ciencia. Revista de la Academia Mexicana de Ciencias 69(1): 50-55.
- Talamás Rohana P y Gallardo Rincón D. 2018. Presentación Cáncer de Ovario. En: Talamás Rohana P y Gallardo Rincón D. (Editoras) 2018. Ciencia. Revista de la Academia Mexicana de Ciencias 69(1): 6-7.
- Gómez-Sandoval, J., Talamás-Rohana, P., Aguirre-García, M.M. (2014). Proteínas Fosfatasas de Parásitos: Más allá de una función. REB 33(1): 4-12.